# Хајалија
Хајалија (енгл. Hialeah) пети је по величини град америчке савезне државе Флорида. По попису становништва из 2010. у њему је живело 224.669 становника.

## Демографија
Према попису становништва из 2010. у граду је живело 224.669 становника, што је 1.750 (0,8%) становника мање него 2000. године.
| Група             | 2000.           | 2010.           |
| Белци             | 18.267 (8,1%)   | 9.511 (4,2%)    |
| Афроамериканци    | 5.453 (2,4%)    | 6.051 (2,7%)    |
| Азијати           | 906 (0,4%)      | 791 (0,4%)      |
| Хиспаноамериканци | 204.543 (90,3%) | 212.805 (94,7%) |
| Укупно            | 226.419         | 224.669         |